# Рюмеланж (футбольный клуб)
«Рюмеланж» — футбольный клуб из одноимённого города, в настоящий момент выступает в чемпионате Люксембурга по футболу. Клуб основан в 1908 году, домашние матчи проводит на стадионе «Муниципал» вместимостью 2 950 зрителей. «Рюмеланж» — двукратный обладатель Кубка Люксембурга.

## Достижения
- Чемпионат Люксембурга по футболу
  - Вице-чемпион (3): 1967-68, 1969-70, 1971-72.
- Кубок Люксембурга по футболу
  - Обладатель (2): 1967-68, 1974-75.
  - Финалист (2): 1981-82, 1983-84

## Выступление в еврокубках
| Сезон   | Турнир        | Раунд |                            | Клуб            | Счёт      |
| ------- | ------------- | ----- | -------------------------- | --------------- | --------- |
| 1968-69 | Кубок кубков  | 1R    | Флаг Мальты                | Слима Уондерерс | 2-1, 0-1  |
| 1970-71 | Кубок Ярмарок | 1R    | Флаг Италии                | Ювентус         | 0-7, 0-4  |
| 1972-73 | Кубок УЕФА    | 1R    | Флаг Нидерландов           | Фейеноорд       | 0-9, 0-12 |
| 1975-76 | Кубок кубков  | 1R    | Флаг Югославии (1945—1991) | Борац Баня-Лука | 0-9, 1-5  |

- 1R — первый раунд.